# Isaias (football, 1973)
 (septembre 2017).
Si vous disposez d'ouvrages ou d'articles de référence ou si vous connaissez des sites web de qualité traitant du thème abordé ici, merci de compléter l'article en donnant les références utiles à sa vérifiabilité et en les liant à la section « Notes et références ».
Pour les articles homonymes, voir Isaias et Silva.
Isaias Magalhães da Silva dit Isaias, né le 29 novembre 1973, est un footballeur brésilien.

## Carrière
- 1987-1990 : Sampaio Corrêa,  Brésil
- 1990-1995 : RFC Seraing,  Belgique
- 1995-1997 : FC Metz,  France
- 1997 : Gaziantepspor,  Turquie
- 1997-1998:  Excelsior Mouscron,  Belgique
- 1998-2001 : K Saint-Trond VV,  Belgique
- 2001-2002 : Lausanne-Sports,  Suisse
- 2002-2003 : RFC de Liège,  Belgique
- 2003 : Royal Battice FC,  Belgique
- 2003-2004 : KFC Dessel Sport,  Belgique
- 2004-2006 : KFC Lille,  Belgique
- 2006-2007 : RWDM,  Belgique
- Depuis 2007 : RW Walhain,  Belgique Promotion D